# Sigloite
La sigloite è un minerale appartenente al supergruppo della laueite. Il nome deriva dalla località di primo ritrovamento, la miniera di Siglo Veinte Mine, vicino a Llallagua, nella Provincia di Rafael Bustillo, nel dipartimento di Potosí, Bolivia.

## Origine e giacitura
La sigloite è pseudomorfo della paravauxite ossidata.